# Иль-Сен-Жорж
Иль-Сен-Жорж (фр. Isle-Saint-Georges) — коммуна во Франции, находится в регионе Новая Аквитания. Департамент коммуны — Жиронда. Входит в состав кантона Ла-Бред. Округ коммуны — Бордо.
Код INSEE коммуны 33206.
Коммуна расположена приблизительно в 510 км к юго-западу от Парижа, в 16 км к юго-востоку от Бордо, в месте слияния рек Гаронна и Сока.

## История
В XI веке на месте Иль-Сен-Жоржа был основан монастырь аббатства Сент-Круа-де-Бордо. Высушенные болота были превращены в пашню, были прорыты каналы. В XII—XIII веках были построены замок Пе-де-Бордо и мельница.
Порт Иль-Сен-Жоржа имел большое транспортное значение до средины XX века, когда были построены шоссе и железная дорога.

## Население
Население коммуны на 2008 год составляло 531 человек.
| 1962 | 1968 | 1975 | 1982 | 1990 | 1999 | 2008 |
| ---- | ---- | ---- | ---- | ---- | ---- | ---- |
| 368  | 442  | 501  | 510  | 541  | 522  | 531  |

## Экономика

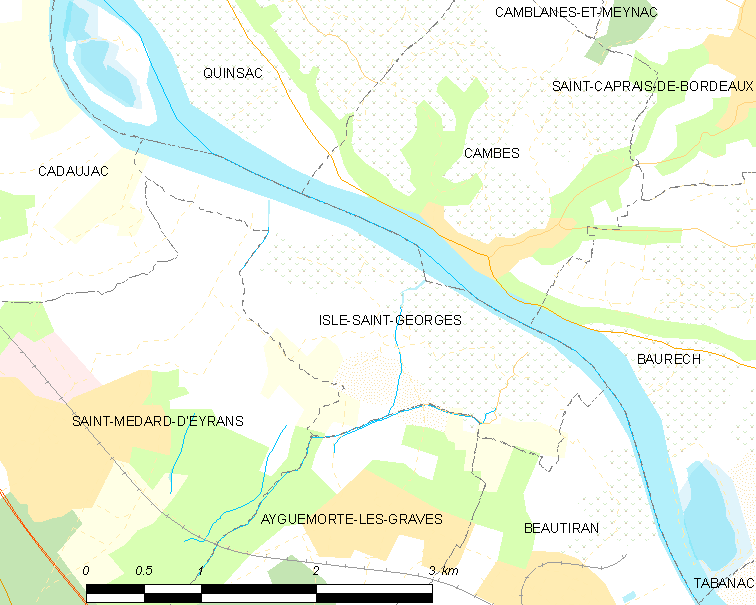
Карта коммуны

Иль-Сен-Жорж расположен в винодельческом районе Грав. Производство красного вина Bordeaux Supérieur.
В 2007 году среди 350 человек в трудоспособном возрасте (15-64 лет) 284 были экономически активными, 66 — неактивными (показатель активности — 81,1 %, в 1999 году было 77,9 %). Из 284 активных работали 265 человек (140 мужчин и 125 женщин), безработных было 19 (12 мужчин и 7 женщин). Среди 66 неактивных 21 человек были учениками или студентами, 20 — пенсионерами, 25 были неактивными по другим причинам.